# Campionato Italiano di Football 1899
Il Campionato Italiano di Football 1899 è stata la 2ª edizione del campionato italiano di calcio, disputata tra il 2 aprile 1899 e il 16 aprile 1899 e conclusa con la vittoria del Genoa, al suo secondo titolo.
Capocannoniere del torneo è stato Albert Weber (Internazionale Torino) con 2 reti.

## Stagione
Il torneo fu il secondo campionato italiano di calcio organizzato dalla Federazione Italiana Football (FIF).

### Novità
Prima iscrizione al campionato del Liguria.

### Formula
Il formato del torneo prevedeva due turni eliminatori regionali, uno ligure e uno piemontese. L'eliminatoria ligure, la quale assegnava uno dei posti in finale, non poté tuttavia disputarsi in seguito al ritiro dell'esordiente Liguria, situazione che consentì ai campioni in carica del Genoa di accedere automaticamente all'atto conclusivo della manifestazione. L'eliminatoria piemontese, invece, metteva di fronte le due semifinaliste perdenti della stagione precedente: la vincente si qualificava per la semifinale, alla quale era ammessa di diritto l'Internazionale Torino, la finalista sconfitta del primo campionato. A sua volta, la vincitrice della semifinale era la seconda squadra ad approdare alla finale di Genova.

### Avvenimenti
Secondo la cronaca del quotidiano Il Caffaro, l'eliminatoria ligure fra i genovesi del Genoa e i sampierdarenesi della Liguria avrebbe dovuto dare inizio al campionato il 26 marzo 1899. La partita, tuttavia, venne prima rinviata al giorno successivo e infine non più disputata per il ritiro del sodalizio di Sampierdarena. Ulteriori fonti, comunque, aggiungono che fra le due squadre si sarebbe tenuta un'amichevole al posto del match ufficiale: la vittoria sarebbe arrisa al Genoa per 3-1 (doppietta di Norman Victor Leaver e una rete di Joseph William Agar per il Genoa, gol della Liguria FBC di Edoardo Picco). I campioni in carica, quindi, ottennero l'accesso automatico alla finale.
Il 2 aprile si svolse l'eliminatoria piemontese fra Ginnastica Torino e Torinese, vinta dalla Ginnastica Torino, la quale perse a sua volta la semifinale del 9 aprile contro l'Internazionale Torino. Infine, il Genoa sconfisse l'Internazionale Torino e si laureò campione per il secondo anno consecutivo.

## Squadre partecipanti

### Liguria
| Club    | Stagione  | Città              | Stagione precedente                            |
| ------- | --------- | ------------------ | ---------------------------------------------- |
| Genoa   | dettaglio | Genova             | Vincitrice del Campionato Italiano di Football |
| Liguria | dettaglio | Sampierdarena (GE) | Neoaffiliata                                   |

### Piemonte
| Club                  | Stagione  | Città  | Stagione precedente                               |
| --------------------- | --------- | ------ | ------------------------------------------------- |
| Torinese              | dettaglio | Torino | Semifinalista nel Campionato Italiano di Football |
| Ginnastica Torino     | dettaglio | Torino | Semifinalista nel Campionato Italiano di Football |
| Internazionale Torino | dettaglio | Torino | Finalista nel Campionato Italiano di Football     |

## Risultati

### Tabellone
|  | Eliminatoria piemontese | Eliminatoria piemontese | Eliminatoria piemontese |                       |   | Semifinali | Semifinali | Semifinali |  |  | Finale | Finale | Finale |  |
|  |                         |                         |                         |                       |   |            |            |            |  |  |        |        |        |  |
|  |                         |                         |                         |                       |   |            |            |            |  |  | Genoa  | Genoa  | 3      |  |
|  |                         |                         |                         |                       |   |            |            |            |  |  | Genoa  | Genoa  | 3      |  |
|  |                         |                         | Internazionale Torino   | Internazionale Torino | 1 |            |            |            |  |  |        |        |        |  |
|  |                         |                         |                         | Internazionale Torino | 1 |            |            |            |  |  |        |        |        |  |
|  |                         |                         |                         |                       |   |            |            |            |  |  |        |        |        |  |
|  |                         |                         |                         |                       |   |            |            |            |  |  |        |        |        |  |
|  |                         | Internazionale Torino   | Internazionale Torino   | 2                     |   |            |            |            |  |  |        |        |        |  |
|  |                         |                         |                         | 2                     |   |            |            |            |  |  |        |        |        |  |
|  |                         |                         | Ginnastica Torino       | Ginnastica Torino     | 0 |            |            |            |  |  |        |        |        |  |
|  | Ginnastica Torino (dts) | Ginnastica Torino (dts) | Ginnastica Torino       | Ginnastica Torino     | 0 | 2          |            |            |  |  |        |        |        |  |
|  | Ginnastica Torino (dts) | Ginnastica Torino (dts) |                         |                       |   |            |            |            |  |  |        |        |        |  |
|  | Torinese                | Torinese                | 0                       |                       |   |            |            |            |  |  |        |        |        |  |

### Calendario

#### Eliminatoria ligure
Il match del turno eliminatorio ligure fra Genoa e Liguria era previsto a Genova il 26 marzo 1899, alle ore 15:30, sul Campo Sportivo di Ponte Carrega. Dopo un iniziale rinvio al 27 marzo alle 15:00, la partita ufficiale non venne più disputata in seguito al ritiro della Liguria. Al suo posto si tenne un'amichevole fra le due compagini, vinta 3-1 dai genoani.
- Liguria si ritira dalla competizione prima del turno eliminatorio contro Genoa.

#### Eliminatoria piemontese
| Arbitro: | Savage (Torino) |

|   |           |  |
| ? | Marcatori |  |

#### Semifinale
| Arbitro: | De Rote (Torino) |

|             |           |  |
| Bosio Weber | Marcatori |  |

#### Finale
| Arbitro: | Kilplin |

|                         |           |       |
| Spensley Dapples Leaver | Marcatori | Weber |

### Verdetto
- Genoa campione d'Italia 1899.

### Squadra campione
| Formazione tipo (2-3-5)                                                                              | Giocatori (ruolo)                      |
| --- | -------------------------------------- |
| Ghigliotti De Galleani Spensley Arkless Pasteur I Passadoro Pasteur II Leaver Deteindre Agar Dapples | Fausto Ghigliotti (portiere)           |
| Ghigliotti De Galleani Spensley Arkless Pasteur I Passadoro Pasteur II Leaver Deteindre Agar Dapples | Ernesto De Galleani (terzino destro)   |
| Ghigliotti De Galleani Spensley Arkless Pasteur I Passadoro Pasteur II Leaver Deteindre Agar Dapples | James Spensley (terzino sinistro)      |
| Ghigliotti De Galleani Spensley Arkless Pasteur I Passadoro Pasteur II Leaver Deteindre Agar Dapples | Arkless (centro mediano)               |
| Ghigliotti De Galleani Spensley Arkless Pasteur I Passadoro Pasteur II Leaver Deteindre Agar Dapples | Edoardo Pasteur (mediano sinistro)     |
| Ghigliotti De Galleani Spensley Arkless Pasteur I Passadoro Pasteur II Leaver Deteindre Agar Dapples | Howard Passadoro (mediano destro)      |
| Ghigliotti De Galleani Spensley Arkless Pasteur I Passadoro Pasteur II Leaver Deteindre Agar Dapples | Enrico Pasteur (ala destra)            |
| Ghigliotti De Galleani Spensley Arkless Pasteur I Passadoro Pasteur II Leaver Deteindre Agar Dapples | Norman Victor Leaver (ala sinistra)    |
| Ghigliotti De Galleani Spensley Arkless Pasteur I Passadoro Pasteur II Leaver Deteindre Agar Dapples | Étienne Deteindre (mezzala destra)     |
| Ghigliotti De Galleani Spensley Arkless Pasteur I Passadoro Pasteur II Leaver Deteindre Agar Dapples | Joseph William Agar (mezzala sinistra) |
| Ghigliotti De Galleani Spensley Arkless Pasteur I Passadoro Pasteur II Leaver Deteindre Agar Dapples | Henri Dapples (centro attacco)         |